# 卡茲盧魯達 (市鎮)
卡茲盧魯達是立陶宛馬里揚泊列縣内的市镇，行政中心为卡茲盧魯達市。市镇面積为555平方公里，2020年人口数量为11,337人。